# Lista de monarcas da Alemanha
A relação entre o título de rei e imperador na área que é hoje chamada de Alemanha é tão complexa quanto a história e a estrutura do próprio Sacro Império Romano-Germânico. O Império Carolíngio começou quando o Carlos Magno foi coroado Imperator Romanorum ("imperador dos romanos") em 800 pelo papa Leão III. Entretanto, com a morte de seu filho Luís, o Piedoso (que reviveu o título romano Augustus) em 840 e a divisão do império, o título de imperador foi passado ao reino franco central que originou-se da divisão: a Lotaríngia. Mas, Oto I, rei da Germânia, ao ser coroado imperador [Augustus] pelo papa João XI em 2 de fevereiro de 962, fez o título imperial passar ao antigo reino franco oriental (conhecido como Germânia desde 919), criando o Sacro Império Romano-Germânico.
O Reino da Germânia começou como a seção oriental do Império Carolíngio, que foi dividido pelo Tratado de Verdun em 843 (enquanto que a seção ocidental formou a França). Os governantes da área oriental passaram a se intitular Rex Francorum ("rei dos francos") e mais tarde simplesmente rex. Uma referência aos germanos, indicando o surgimento de algum tipo de "nação germânica", só apareceu depois do século XI, quando o papa se referiu ao seu inimigo Henrique IV como rex teutonicorum (rei dos Teutões), a fim de o rotular como estrangeiro. Os reis reagiram a isto usando constantemente o título de Rex Romanorum, ("Rei dos Romanos"), para enfatizar seu governo universal mesmo antes de se tornarem imperadores. Este título permaneceu até o fim do império em 1806 (contudo, para que não cause confusão, esses reis são chamados de "reis da Germânia" em assuntos a eles relacionados).
O reino nunca foi completamente hereditário, pelo contrário, ancestralidade era apenas um dos fatores que determinavam a sucessão dos reis. O rei era formalmente eleito pelos líderes da nobreza no reino, continuando com a tradição dos francos. Aos poucos a eleição tornou-se um privilégio de um grupo de príncipes chamados de príncipes-eleitores, e a Bula Dourada de 1356 formalmente definia os procedimentos da eleição. Na Idade Média, o rei (Rex Romanorum) não recebia o título de imperador (Imperator [Augustus] Romanorum) até ser coroado pelo papa. Ele também tinha que ser coroado com a Coroa de Ferro da Lombardia, após o que ele recebia o título de rex Italicum, (rei da Itália). Após isso, ele subiria ao trono e seria coroado "Imperador" pelo papa.
Em 1508, Maximiliano I foi o primeiro rei a anunciar que a partir daquele momento ele usaria o título de "imperador-eleito", depois de ter falhado a sua tentativa de marchar até Roma e ser coroado pelo papa. Seu sucessor, Carlos V, foi o último imperador a ser coroado pelo papa. A partir de Fernando I em diante, todos os imperadores eram simplesmente "imperadores-eleitos", embora normalmente eles fossem chamados de "o Imperador". Ao mesmo tempo, os sucessores escolhidos dos imperadores da Casa de Habsburgo eram chamados de "Rei dos Romanos", caso fossem eleitos enquanto seus pais ainda estavam vivos.
Durante as Guerras Napoleônicas, o Sacro Império foi dissolvido em 1806 e foi criada a Confederação do Reno. Após a derrota de Napoleão Bonaparte em 1815, foi criada a Confederação Germânica, e em 1867, a Confederação da Alemanha do Norte, percussora do Império Alemão, que viria a reunir novamente o estados separados em 1806 (ambas uniões continham os antigos estados do Sacro Império e outros criados com o decorrer do tempo, entretanto, independentes.). Entre 1806 e 1867, após a Guerra Austro-Prussiana, alternavam-se os títulos, variando entre os monarcas do Império Austríaco e do Reino da Prússia. A monarquia foi abolida em 1918, com a Revolução Alemã. 
Durante os interregnos, a autoridade imperial foi exercida por dois vigários imperiais - o Eleitor da Saxônia, em seu papel de Conde Palatino da Saxônia, exerceu seu cargo no norte da Alemanha, e o Eleitor do Palatinado, como Conde Palatino do Reno, exerceu-o no sul da Alemanha. A confusão sobre o eleitorado palatino durante e depois da Guerra dos Trinta Anos e levou a alguma confusão sobre quem era o legítimo vigário nos anos finais do Império.

## Reino da Frância Oriental (843–919)

### Dinastia carolíngia
| Nome                                                                                  | Retrato Contemporâneo                                         | Imperador                                          | Nascimento                                             | Morte                                                                                              | Notas e ref.                                                                                     |
| ------------------------------------------------------------------------------------- | ------------------------------------------------------------- | -------------------------------------------------- | ------------------------------------------------------ | -------------------------------------------------------------------------------------------------- | ------------------------------------------------------------------------------------------------ |
| Luís, o Germânico Rei da Baviera 11 de agosto de 843 - 23 de agosto de 876            |                                                               | Lotário I (de 817 a 23 de Setembro de 855)         | 806 filho de Luís I, o Piedoso e Ermengarda de Hesbaye | 28 de Setembro de 876 72 anos                                                                      | Filho do imperador Luís, o Piedoso e neto de Carlos Magno.                                       |
| Luís, o Germânico Rei da Baviera 11 de agosto de 843 - 23 de agosto de 876            | Luís II (de 850 a 12 de agosto de 875)                        |                                                    | 806 filho de Luís I, o Piedoso e Ermengarda de Hesbaye | 28 de Setembro de 876 72 anos                                                                      | Filho do imperador Luís, o Piedoso e neto de Carlos Magno.                                       |
| Luís, o Germânico Rei da Baviera 11 de agosto de 843 - 23 de agosto de 876            | Carlos II (de 875 a 6 de outubro de 877)                      |                                                    | 806 filho de Luís I, o Piedoso e Ermengarda de Hesbaye | 28 de Setembro de 876 72 anos                                                                      | Filho do imperador Luís, o Piedoso e neto de Carlos Magno.                                       |
| Luís, o Jovem Rei da Baviera 28 de agosto de 876 - 20 de janeiro de 882               |                                                               | 835 filho de Luís, o Germânico e Emma da Baviera   | 20 de janeiro de 882 47 anos                           | Filho de Luís, o Germânico; reinou na Frância oriental, Saxônia, a partir de 880 também na Baviera |                                                                                                  |
| Luís, o Jovem Rei da Baviera 28 de agosto de 876 - 20 de janeiro de 882               | Carlos, o Gordo (de 12 de fevereiro de 881 a novembro de 887) | 835 filho de Luís, o Germânico e Emma da Baviera   | 20 de janeiro de 882 47 anos                           | Filho de Luís, o Germânico; reinou na Frância oriental, Saxônia, a partir de 880 também na Baviera |                                                                                                  |
| Carlomano Rei da Baviera 28 de agosto de 876 - 11 de novembro de 887                  |                                                               | Carlos II (de 875 a 6 de outubro de 877)           | ca. 830 filho de Luís, o Germânico e Emma da Baviera   | 29 de setembro de 880 50 anos                                                                      | Filho de Luís, o Germânico; reinou na Baviera; a partir de 877 também Rei da Itália              |
| Carlos, o Gordo Imperator Augustus 28 de agosto de 876 - 11 de novembro de 887        |                                                               | Carlos II (de 875 a 6 de outubro de 877)           | 839 filho de Luís, o Germânico e Emma da Baviera       | 13 de janeiro de 888 49 anos                                                                       | Filho de Luís, o Germânico; reinou na Alemannia, Récia, a partir de 882 em todo o reino oriental |
| Carlos, o Gordo Imperator Augustus 28 de agosto de 876 - 11 de novembro de 887        | ele mesmo (a partir de 12 de fevereiro de 881)                |                                                    | 839 filho de Luís, o Germânico e Emma da Baviera       | 13 de janeiro de 888 49 anos                                                                       | Filho de Luís, o Germânico; reinou na Alemannia, Récia, a partir de 882 em todo o reino oriental |
| Arnulfo Imperator Augustus 30 de novembro de 887 - 8 de dezembro de 899               |                                                               | Guido I (de maio de 891 12 de dezembro de 894)     | 850 filho de Carlomano e Liutsuida                     | 8 de dezembro de 899 49 anos                                                                       | Filho de Carlomano                                                                               |
| Arnulfo Imperator Augustus 30 de novembro de 887 - 8 de dezembro de 899               | Lamberto I (de 30 de abril de 892 a 15 de outubro de 898)     |                                                    | 850 filho de Carlomano e Liutsuida                     | 8 de dezembro de 899 49 anos                                                                       | Filho de Carlomano                                                                               |
| Arnulfo Imperator Augustus 30 de novembro de 887 - 8 de dezembro de 899               | ele mesmo (a partir de 25 de abril de 896)                    |                                                    | 850 filho de Carlomano e Liutsuida                     | 8 de dezembro de 899 49 anos                                                                       | Filho de Carlomano                                                                               |
| Luís, a Criança Rei da Lotaríngia 4 de fevereiro de 900 - 20 ou 24 de setembro de 911 |                                                               | ninguém (trono vago de 8 de dezembro de 899 a 901) | 893 filho de Arnulfo e Ota                             | 20 ou 24 de setembro de 911 18 anos                                                                | Filho de Arnulfo                                                                                 |
| Luís, a Criança Rei da Lotaríngia 4 de fevereiro de 900 - 20 ou 24 de setembro de 911 | Luís III, o Cego (de 901 a 905)                               |                                                    | 893 filho de Arnulfo e Ota                             | 20 ou 24 de setembro de 911 18 anos                                                                | Filho de Arnulfo                                                                                 |
| Luís, a Criança Rei da Lotaríngia 4 de fevereiro de 900 - 20 ou 24 de setembro de 911 | Berengário I (de janeiro de 915 a 7 de abril de 924)          |                                                    | 893 filho de Arnulfo e Ota                             | 20 ou 24 de setembro de 911 18 anos                                                                | Filho de Arnulfo                                                                                 |

### Dinastia Conradina
| Nome                                                                       | Retrato Contemporâneo                                | Imperador                                    | Nascimento                                         | Morte                         | Notas e ref. |
| -------------------------------------------------------------------------- | ---------------------------------------------------- | -------------------------------------------- | -------------------------------------------------- | ----------------------------- | ------------ |
| Conrado I Duque da Francônia 10 de novembro de 911 - 23 de dezembro de 918 |                                                      | ninguém (trono vago de 905 a janeiro de 915) | 881 filho de Conrado, Duque da Turingia e Glismute | 23 de dezembro de 918 37 anos |              |
| Conrado I Duque da Francônia 10 de novembro de 911 - 23 de dezembro de 918 | Berengário I (de janeiro de 915 a 7 de abril de 924) |                                              | 881 filho de Conrado, Duque da Turingia e Glismute | 23 de dezembro de 918 37 anos |              |

## Reino da Germânia (919-1806)

### Dinastia Liudolfing
| Nome                                                                                    | Retrato Contemporâneo                                                                      | Imperador                                                               | Nascimento                                                 | Morte | Notas e ref.                                                                                                |
| --------------------------------------------------------------------------------------- | ------------------------------------------------------------------------------------------ | ----------------------------------------------------------------------- | ---------------------------------------------------------- | --- | --- |
| Henrique I Duque da Saxônia 23 de abril de 919 - 2 de julho de 936                      |                                                                                            | Berengário I (de janeiro de 915 a 7 de abril de 924)                    | 876 filho de Oto I da Saxônia e Hedwiga                    | 2 de julho de 936 60 anos                                                                                  | Rei rivalizando com Arnulfo, o Mau, de 919 a 921.                                                           |
| Henrique I Duque da Saxônia 23 de abril de 919 - 2 de julho de 936                      | ninguém (trono vago de 7 de abril de 924 a 2 de fevereiro de 962)                          |                                                                         | 876 filho de Oto I da Saxônia e Hedwiga                    | 2 de julho de 936 60 anos                                                                                  | Rei rivalizando com Arnulfo, o Mau, de 919 a 921.                                                           |
| Otão I Imperador Romano-Germânico 7 de agosto de 936 - 7 de maio de 973                 |                                                                                            | 23 de novembro de 912 filho de Henrique I e Matilde de Ringelheim       | 7 de maio de 973 60 anos                                   | Filho de Henrique I; primeiro rei coroado na Catedral de Aachen desde Lotário I; coroado Imperador em 961. | |
| Otão I Imperador Romano-Germânico 7 de agosto de 936 - 7 de maio de 973                 | ele mesmo (a partir de 2 de fevereiro de 962)                                              | 23 de novembro de 912 filho de Henrique I e Matilde de Ringelheim       | 7 de maio de 973 60 anos                                   | Filho de Henrique I; primeiro rei coroado na Catedral de Aachen desde Lotário I; coroado Imperador em 961. | |
| Otão II Imperador Romano-Germânico 26 de maio de 961 - 7 de dezembro de 983             |                                                                                            | Oto I, o Grande (de 2 de fevereiro de 962 a 7 de maio de 973)           | 955 filho de Otão I e Adelaide da Itália                   | 7 de dezembro de 983 28 anos                                                                               | Filho de Oto I; rei co-regente da Germânia com o seu pai, de 961 a 973; também coroado co-imperador em 967. |
| Otão II Imperador Romano-Germânico 26 de maio de 961 - 7 de dezembro de 983             | ele mesmo (a partir de 25 de dezembro de 967 como co-imperador e 7 de maio de 973 sozinho) |                                                                         | 955 filho de Otão I e Adelaide da Itália                   | 7 de dezembro de 983 28 anos                                                                               | Filho de Oto I; rei co-regente da Germânia com o seu pai, de 961 a 973; também coroado co-imperador em 967. |
| Otão III Sacro Imperador Romano-Germânico 25 de dezembro de 983 - 21 de janeiro de 1002 |                                                                                            | ninguém (trono vago de 7 de dezembro de 983 a 21 de maio de 996)        | 23 de janeiro de 980 filho de Oto II e Teofânia Escleraina | 23 ou 24 de janeiro de 1002 22 anos                                                                        | Filho de Oto II                                                                                             |
| Otão III Sacro Imperador Romano-Germânico 25 de dezembro de 983 - 21 de janeiro de 1002 | ele mesmo (a partir de 21 de maio de 996)                                                  |                                                                         | 23 de janeiro de 980 filho de Oto II e Teofânia Escleraina | 23 ou 24 de janeiro de 1002 22 anos                                                                        | Filho de Oto II                                                                                             |
| Henrique II Imperador Romano-Germânico 7 de junho de 1002 - 13 de julho de 1024         |                                                                                            | ninguém (trono vago de 21 de janeiro de 1002 a 14 de fevereiro de 1014) | 973 filho de Henrique II da Baviera e Gisela de Burgunde   | 13 de julho de 1024 51 anos                                                                                | Bisneto de Henrique I                                                                                       |
| Henrique II Imperador Romano-Germânico 7 de junho de 1002 - 13 de julho de 1024         | ele mesmo (a partir de 26 de abril de 1014)                                                |                                                                         | 973 filho de Henrique II da Baviera e Gisela de Burgunde   | 13 de julho de 1024 51 anos                                                                                | Bisneto de Henrique I                                                                                       |

### Dinastia Saliana
| Nome                                                                                   | Retrato Contemporâneo                          | Imperador                                                         | Nascimento                                                       | Morte                        | Notas e ref. |
| -------------------------------------------------------------------------------------- | ---------------------------------------------- | ----------------------------------------------------------------- | ---------------------------------------------------------------- | ---------------------------- | --- |
| Conrado II Sacro Imperador Romano-Germânico 8 de setembro de 1024 - 4 de junho de 1039 |                                                | ninguém (trono vago de 13 de julho de 1024 a 26 de março de 1027) | 876 filho de Henrique de Speyer e Adelaide da Alsácia            | 4 de junho de 1039 49 anos   | Trineto de Oto I. |
| Conrado II Sacro Imperador Romano-Germânico 8 de setembro de 1024 - 4 de junho de 1039 | ele mesmo (a partir de 26 de março de 1027)    |                                                                   | 876 filho de Henrique de Speyer e Adelaide da Alsácia            | 4 de junho de 1039 49 anos   | Trineto de Oto I. |
| Henrique III Imperador Romano-Germânico 14 de abril de 1028 - 5 de outubro de 1056     |                                                | Conrado II (de 26 de março de 1027 a 4 de julho de 1039)          | 28 de outubro de 1017 filho de Conrado II e Gisela da Suábia     | 5 de outubro de 1056 38 anos | Filho de Conrado II; rei co-regente da Germânia com o seu pai, de 1028 a 1039 |
| Henrique III Imperador Romano-Germânico 14 de abril de 1028 - 5 de outubro de 1056     | ele mesmo (a partir de 25 de dezembro de 1046) |                                                                   | 28 de outubro de 1017 filho de Conrado II e Gisela da Suábia     | 5 de outubro de 1056 38 anos | Filho de Conrado II; rei co-regente da Germânia com o seu pai, de 1028 a 1039 |
| Henrique IV Imperador Romano-Germânico 17 de julho de 1054 - 31 de dezembro de 1105    |                                                | Conrado II (de 26 de março de 1027 a 4 de julho de 1039)          | 11 de novembro de 1050 filho de Henrique III e Inês da Aquitânia | 7 de agosto de 1106 55 anos  | Filho de Henrique III; rei co-regente da Germânia com o seu pai, de 1054 a 1056. Re rivalizando com Rodolfo de Rheinfelden de 15 de março de 1077 a 15 de outubro de 1080 e com Herman de Salm de 6 de agosto de 1081 a 28 de setembro de 1088 |
| Henrique IV Imperador Romano-Germânico 17 de julho de 1054 - 31 de dezembro de 1105    | ele mesmo (a partir de 21 de março de 1084)    |                                                                   | 11 de novembro de 1050 filho de Henrique III e Inês da Aquitânia | 7 de agosto de 1106 55 anos  | Filho de Henrique III; rei co-regente da Germânia com o seu pai, de 1054 a 1056. Re rivalizando com Rodolfo de Rheinfelden de 15 de março de 1077 a 15 de outubro de 1080 e com Herman de Salm de 6 de agosto de 1081 a 28 de setembro de 1088 |
| Conrado Rei da Itália 30 de maio de 1087 - 27 de julho de 1101                         |                                                | Henrique IV (de 26 de março de 1027 a 4 de julho de 1039)         | 12 de fevereiro de 1074 filho de Henrique IV e Berta de Saboia   | 27 de julho de 1101 27 anos  | Filho de Henrique IV; rei co-regente da Germânia com o seu pai, de 1087 a 1098; rei da Itália de 1093 a 1098, de 1095 a 1101 à revelia. |
| Henrique V Imperador Romano-Germânico 6 de janeiro de 1099 - 23 de maio de 1125        |                                                | Henrique IV (de 26 de março de 1027 a 4 de julho de 1039)         | 11 de agosto de 1086 filho de Henrique IV e Berta de Saboia      | 23 de maio de 1125 38 anos   | Filho de Henrique IV; rei co-regente da Germânia com o seu pai, de 1099 a 1105, forçou o seu pai a abdicar. |
| Henrique V Imperador Romano-Germânico 6 de janeiro de 1099 - 23 de maio de 1125        | ele mesmo (a partir de 13 de abril de 1111)    |                                                                   | 11 de agosto de 1086 filho de Henrique IV e Berta de Saboia      | 23 de maio de 1125 38 anos   | Filho de Henrique IV; rei co-regente da Germânia com o seu pai, de 1099 a 1105, forçou o seu pai a abdicar. |

### Dinastia Supplingerburgo
| Nome                                                                            | Retrato Contemporâneo                      | Imperador                                                    | Nascimento                                                             | Morte                         | Notas e ref. |
| ------------------------------------------------------------------------------- | ------------------------------------------ | ------------------------------------------------------------ | ---------------------------------------------------------------------- | ----------------------------- | ------------ |
| Lotário Imperador Romano-Germânico 30 de agosto de 1125 - 4 de dezembro de 1137 |                                            | ninguém (trono vago de 23 de maio 1125 a 4 de junho de 1133) | junho de 1075 filho de Gerardo de Suplingemburgo e Edviges de Formbach | 4 de dezembro de 1137 62 anos |              |
| Lotário Imperador Romano-Germânico 30 de agosto de 1125 - 4 de dezembro de 1137 | ele mesmo (a partir de 4 de junho de 1133) |                                                              | junho de 1075 filho de Gerardo de Suplingemburgo e Edviges de Formbach | 4 de dezembro de 1137 62 anos |              |

### Dinastia Hohenstaufen
| Nome                                                                                 | Retrato Contemporâneo                       | Imperador                                                             | Brasão                                                  | Nascimento                                                         | Morte                                                                           | Notas e ref.                                                                                      |
| ------------------------------------------------------------------------------------ | ------------------------------------------- | --------------------------------------------------------------------- | ------------------------------------------------------- | ------------------------------------------------------------------ | ------------------------------------------------------------------------------- | ------------------------------------------------------------------------------------------------- |
| Conrado III Rei da Itália 7 de março de 1138 - 15 de fevereiro de 1152               |                                             | niniguém (trono vago de 4 de dezembro de 1137 a 1155)                 |                                                         | 1093 filho de Frederico I da Suábia e Inês de Alemanha             | 15 de fevereiro de 1152 58 anos                                                 | Neto de Henrique IV (por parte de mãe); anteriormente rei rivalizando com Lotário, de 1127 a 1135 |
| Henrique Berengar 4 de março de 1152 - 10 de junho de 1190                           |                                             | niniguém (trono vago de 4 de dezembro de 1137 a 1155)                 | 1136/7 filho de Conrado III e Gertrude de Sulzbach      | 1150 13 ou 14 anos                                                 | Filho de Conrado III; rei co-regente da Germânia com o seu pai, de 1147 a 11505 |                                                                                                   |
| Frederico I Imperador Romano-Germânico 4 de março de 1152 - 10 de junho de 1190      |                                             | niniguém (trono vago de 4 de dezembro de 1137 a 1155)                 | 1122 filho de Frederico II da Suábia e Judite de Baiern | 10 de junho de 1190 68 anos                                        | Sobrinho de Conrado III                                                         |                                                                                                   |
| Frederico I Imperador Romano-Germânico 4 de março de 1152 - 10 de junho de 1190      | ele mesmo (a partir de 18 de junho de 1155) |                                                                       | 1122 filho de Frederico II da Suábia e Judite de Baiern | 10 de junho de 1190 68 anos                                        | Sobrinho de Conrado III                                                         |                                                                                                   |
| Henrique VI Imperador Romano-Germânico 15 de agosto de 1169 - 28 de setembro de 1197 |                                             | Frederico I (de 18 de junho de 1155 a 10 de junho de 1190)            |                                                         | novembro de 1165 filho de Frederico I e Beatriz da Borgonha        | 28 de setembro de 1197 31 anos                                                  | Filho de Frederico I; rei co-regente da Germânia com o seu pai, de 1169 a 1190                    |
| Henrique VI Imperador Romano-Germânico 15 de agosto de 1169 - 28 de setembro de 1197 | ele mesmo (a partir de 14 de abril de 1191) |                                                                       |                                                         | novembro de 1165 filho de Frederico I e Beatriz da Borgonha        | 28 de setembro de 1197 31 anos                                                  | Filho de Frederico I; rei co-regente da Germânia com o seu pai, de 1169 a 1190                    |
| Frederico II Imperador Romano-Germânico 1197 (primeiro reinado)                      |                                             | Henrique VI (de 14 de abril de 1191 a 28 de setembro de 1197)         |                                                         | 26 de dezembro de 1194 filho de Henrique VI e Constança da Sicília | 13 de dezembro de 1250 56 anos                                                  | Filho de Henrique VI; rei co-regente da Germânia com o seu pai, 1196                              |
| Filipe Duque da Suábia 6 de março de 1198 - 21 de agosto de 1208                     |                                             | ninguém (trono vago de 28 de setembro de 1197 a 4 de outubro de 1209) | 1176 filho de Frederico I e Beatriz I de Borgonha       | 21 de junho de 1208 32 anos                                        | Filho de Frederico I; rei rivalizando com Oto IV                                |                                                                                                   |

### Dinastia Guelfos
| Nome                                                                        | Retrato Contemporâneo | Imperador                                   | Brasão | Nascimento                                                    | Morte                            | Notas e ref. |
| --------------------------------------------------------------------------- | --------------------- | ------------------------------------------- | ------ | ------------------------------------------------------------- | -------------------------------- | --- |
| Otão IV Imperador Romano-Germânico 29 de março de 1198 - 5 de julho de 1215 |                       | ele mesmo (a partir de 12 de Julho de 1198) |        | 1175 ou 1176 filho de Henrique, o Leão e Matilda Plantageneta | 19 de maio de 1218 42 ou 43 anos | Neto de Lotário II; rei rivalizando com Filipe da Suábia; mais tarde rivalizado por Frederico II; deposto em 1215; falecido em 19 de maio de 1218 |

### Dinastia Hohenstaufen
| Nome | Retrato Contemporâneo                          | Imperador                                                         | Brasão                                                             | Nascimento                                                         | Morte | Notas e ref.                                                                                                 |
| --- | ---------------------------------------------- | ----------------------------------------------------------------- | ------------------------------------------------------------------ | ------------------------------------------------------------------ | --- | --- |
| Frederico II Sacro Imperador Romano-Germânico 5 de dezembro de 1212 - 26 de dezembro de 1250 (segundo reinado) |                                                | Otão IV (de 12 de Julho de 1198 a 19 de Maio de 1218)             |                                                                    | 26 de dezembro de 1194 filho de Henrique VI e Constança da Sicília | 13 de dezembro de 1250 56 anos | Filho de Henrique VI; rei rivalizando com Oto IV até 5 de julho de 1215; rei rivalizado com Heinrique Raspe. |
| Frederico II Sacro Imperador Romano-Germânico 5 de dezembro de 1212 - 26 de dezembro de 1250 (segundo reinado) | ele mesmo (a partir de 22 de novembro de 1220) |                                                                   |                                                                    | 26 de dezembro de 1194 filho de Henrique VI e Constança da Sicília | 13 de dezembro de 1250 56 anos | Filho de Henrique VI; rei rivalizando com Oto IV até 5 de julho de 1215; rei rivalizado com Heinrique Raspe. |
| Henrique VII Rei da Sicília 23 de abril de 1220 - 15 de agosto de 1235                                         |                                                | Frederico II (de 22 de Novembro de 1220 a 13 de Dezembro de 1250) | ca. 1211 filho de Frederico II e Constança de Aragão               | 10 de fevereiro de 1242 31 anos                                    | Filho de Frederico II; rei co-regente da Germânia com o seu pai, de 1220 a 1235; rei rivalizado com Heinrique Raspe.                                  | |
| Conrado IV Rei da Sicília maio de 1237 - 1 de maio de 1254                                                     |                                                | Frederico II (de 22 de Novembro de 1220 a 13 de Dezembro de 1250) | 26 de dezembro de 1194 filho de Frederico II e Constança de Aragão | 13 de dezembro de 1250 56 anos                                     | Filho de Frederico II; rei co-regente da Germânia com o seu pai, de 1237 a 1250; rei rivalizado com Heinrique Raspe e Guilherme II, Conde da Holanda. | |
| Conrado IV Rei da Sicília maio de 1237 - 1 de maio de 1254                                                     | niniguém (trono vago de 1250 a 1312)           |                                                                   | 26 de dezembro de 1194 filho de Frederico II e Constança de Aragão | 13 de dezembro de 1250 56 anos                                     | Filho de Frederico II; rei co-regente da Germânia com o seu pai, de 1237 a 1250; rei rivalizado com Heinrique Raspe e Guilherme II, Conde da Holanda. | |

### Dinastia Plantageneta
| Nome                                                                    | Retrato Contemporâneo | Imperador                           | Brasão | Nascimento                                                             | Morte                      | Notas e ref. |
| ----------------------------------------------------------------------- | --------------------- | ----------------------------------- | ------ | ---------------------------------------------------------------------- | -------------------------- | --- |
| Ricardo I Conde da Cornualha 13 de janeiro de 1257 - 2 de abril de 1272 |                       | ninguém (trono vago de 1250 a 1312) |        | 5 de janeiro de 1209 filho de João de Inglaterra e Isabel de Angoulême | 2 de abril de 1272 63 anos | Cunhado de Frederico II; rei rivalizando com Afonso de Castela de 1257 a 1272; visitou a Germânia apenas duas vezes e não manteve a autoridade real. |

### Dinastia Habsburgo
| Nome                                                                    | Retrato Contemporâneo | Imperador                            | Brasão | Nascimento                                                                    | Morte                       | Notas e ref.                                          |
| ----------------------------------------------------------------------- | --------------------- | ------------------------------------ | ------ | ----------------------------------------------------------------------------- | --------------------------- | ----------------------------------------------------- |
| Rodolfo I Duque da Áustria 29 de setembro de 1273 - 15 de julho de 1291 |                       | niniguém (trono vago de 1250 a 1312) |        | 1° de maio de 1218 filho de Alberto IV, Conde de Habsburgo e Hedwig de Kyburg | 15 de julho de 1291 73 anos | Rei rivalizando com Afonso de Castela de 1272 a 1275. |

### Dinastia Nassau
| Nome                                                             | Retrato Contemporâneo | Imperador                            | Brasão | Nascimento                                                                | Morte                   | Notas e ref. |
| ---------------------------------------------------------------- | --------------------- | ------------------------------------ | ------ | ------------------------------------------------------------------------- | ----------------------- | --- |
| Adolfo I Conde de Nassau 5 de maio de 1292 - 23 de junho de 1298 |                       | niniguém (trono vago de 1250 a 1312) |        | em 1248 ou 1255 filho de Walram II de Nassau e Adelaide de Katzenelnbogen | 2 julho de 1298 52 anos | De acordo com alguns historiadores, a eleição de Adolfo foi precedida pelo curto reinado de Conrado, Duque de Teck. |

### Dinastia Habsburgo
| Nome                                                               | Retrato Contemporâneo | Imperador                            | Brasão | Nascimento                                                            | Morte                     | Notas e ref.                   |
| ------------------------------------------------------------------ | --------------------- | ------------------------------------ | ------ | --------------------------------------------------------------------- | ------------------------- | ------------------------------ |
| Alberto I Duque da Áustria 24 de junho de 1298 - 1 de maio de 1308 |                       | niniguém (trono vago de 1250 a 1312) |        | julho de 1255 filho de Rodolfo I da Germânia e Gertrude de Hohenburgo | 1 de maio de 1308 52 anos | Filho de Rodolfo I da Germânia |

### Dinastia Luxemburgo
| Nome                                                                                   | Retrato Contemporâneo                       | Imperador                            | Brasão | Nascimento                                                      | Morte                        | Notas e ref.               |
| -------------------------------------------------------------------------------------- | ------------------------------------------- | ------------------------------------ | ------ | --------------------------------------------------------------- | ---------------------------- | -------------------------- |
| Henrique VIII Imperador Romano-Germânico 27 de novembro de 1308 - 24 de agosto de 1313 |                                             | niniguém (trono vago de 1250 a 1312) |        | ca. 1275 filho de Henrique VI do Luxemburgo e Beatriz d'Avesnes | 24 de agosto de 1313 38 anos | Também conde do Luxemburgo |
| Henrique VIII Imperador Romano-Germânico 27 de novembro de 1308 - 24 de agosto de 1313 | ele mesmo (a partir de 29 de Junho de 1312) |                                      |        | ca. 1275 filho de Henrique VI do Luxemburgo e Beatriz d'Avesnes | 24 de agosto de 1313 38 anos | Também conde do Luxemburgo |

### Dinastia Wittelsbach
| Nome                                                                             | Retrato Contemporâneo                         | Imperador                                                     | Brasão | Nascimento                                                                    | Morte                         | Notas e ref. |
| -------------------------------------------------------------------------------- | --------------------------------------------- | ------------------------------------------------------------- | ------ | ----------------------------------------------------------------------------- | ----------------------------- | --- |
| Luís IV Imperador Romano-Germânico 20 de outubro de 1314 - 11 de outubro de 1347 |                                               | Henrique VIII (de 29 de junho de 1312 a 24 de agosto de 1313) |        | 1º de abril de 1282 filho de Luis II, Duque da Baviera e Matilde de Habsburgo | 11 de outubro de 1347 65 anos | Neto de Rodolfo I; Rei rivalizando com Frederico, o Belo de 1314 a 1322 e depois reinaram em conjunto de 1325 a 1330 |
| Luís IV Imperador Romano-Germânico 20 de outubro de 1314 - 11 de outubro de 1347 | ele mesmo (a partir de 17 de janeiro de 1328) |                                                               |        | 1º de abril de 1282 filho de Luis II, Duque da Baviera e Matilde de Habsburgo | 11 de outubro de 1347 65 anos | Neto de Rodolfo I; Rei rivalizando com Frederico, o Belo de 1314 a 1322 e depois reinaram em conjunto de 1325 a 1330 |

### Dinastia Luxemburgo
| Nome                                                                              | Retrato Contemporâneo                      | Imperador                                                  | Brasão | Nascimento                                                       | Morte                          | Notas e ref. |
| --------------------------------------------------------------------------------- | ------------------------------------------ | ---------------------------------------------------------- | ------ | ---------------------------------------------------------------- | ------------------------------ | --- |
| Carlos IV Imperador Romano-Germânico 11 de julho de 1346 - 29 de novembro de 1378 |                                            | Luís IV (de 17 de janeiro de 1328 a 11 de outubro de 1347) |        | 16 de Maio de 1316 filho de João I da Boémia e Isabel da Boêmia  | 29 de novembro de 1378 62 anos | Neto de Henrique VII; rei rivalizando com Luís IV, de 1346 a 1347 e Günther von Schwarzburg, de 1348 a 1349     |
| Carlos IV Imperador Romano-Germânico 11 de julho de 1346 - 29 de novembro de 1378 | ele mesmo (a partir de 5 de abril de 1355) |                                                            |        | 16 de Maio de 1316 filho de João I da Boémia e Isabel da Boêmia  | 29 de novembro de 1378 62 anos | Neto de Henrique VII; rei rivalizando com Luís IV, de 1346 a 1347 e Günther von Schwarzburg, de 1348 a 1349     |
| Venceslau Rei da Boêmia 10 de junho de 1376 - 20 de agosto de 1400                |                                            | Carlos IV (de 5 de abril de 1355 a 29 de novembro de 1378) |        | 26 de Fevereiro de 1361 filho de Carlos IV e Isabel da Pomerânia | 16 de agosto de 1419 58 anos   | Filho de Carlos IV; rei co-regente da Germânia com o seu pai, de 1376 a 1378; deposto em 1400; falecido em 1419 |

### Dinastia Wittelsbach
| Nome                                                                     | Retrato Contemporâneo | Imperador                              | Brasão | Nascimento                                                                           | Morte                      | Notas e ref.             |
| ------------------------------------------------------------------------ | --------------------- | -------------------------------------- | ------ | ------------------------------------------------------------------------------------ | -------------------------- | ------------------------ |
| Ruperto Conde Palatino do Reno 21 de agosto de 1400 - 18 de maio de 1410 |                       | ninguém (trono vago entre 1378 e 1433) |        | 5 de Maio de 1352 filho de Ruperto II, Eleitor Palatino do Reno e Beatriz da Sicília | 18 de Maio de 1410 58 anos | Sobrinho-neto de Luís IV |

### Dinastia Luxemburgo
| Nome                                                                                 | Retrato Contemporâneo | Imperador                                  | Brasão | Nascimento                                                       | Morte                         | Notas e ref.       |
| ------------------------------------------------------------------------------------ | --------------------- | ------------------------------------------ | ------ | ---------------------------------------------------------------- | ----------------------------- | ------------------ |
| Sigismundo Imperador Romano-Germânico 20 de setembro de 1410 - 9 de dezembro de 1437 |                       | ele mesmo (a partir de 31 de Maio de 1433) |        | 14 de fevereiro de 1368 filho de Carlos IV e Isabel da Pomerânia | 9 de dezembro de 1437 69 anos | Filho de Carlos IV |

### Dinastia Habsburgo
| Nome                                                                                     | Retrato Contemporâneo                                                 | Imperador                                                       | Brasão                                                                  | Nascimento                                                                          | Morte                          | Notas e ref.                                                                                                   |
| ---------------------------------------------------------------------------------------- | --------------------------------------------------------------------- | --------------------------------------------------------------- | ----------------------------------------------------------------------- | ----------------------------------------------------------------------------------- | ------------------------------ | --- |
| Alberto II Rei da Hungria 18 de março de 1438 – 27 de outubro de 1439                    |                                                                       | ninguém (trono vago desde 1437)                                 |                                                                         | 10 de agosto de 1397 filho de Alberto IV, Duque da Áustria e Joana Sofia da Baviera | 27 de outubro de 1439 42 anos  | |
| Frederico III Imperador Romano-Germânico 2 de fevereiro de 1440 – 19 de agosto de 1493   |                                                                       | ele mesmo (a partir de 19 de março de 1452)                     |                                                                         | 21 de setembro de 1415 filho de Ernesto I da Áustria e Cymburgis de Masóvia         | 19 de agosto de 1493 77 anos   | |
| Maximiliano I Imperador Romano-Germânico 16 de fevereiro de 1486 – 12 de janeiro de 1519 |                                                                       | Frederico III (de 19 de março de 1452 a 19 de Agosto de 1493)   |                                                                         | 22 de março de 1459 filho de Frederico III e Leonor de Portugal                     | 12 de janeiro de 1519 59 anos  | Filho de Frederico III; rei co-regente da Germânia com o seu pai, de 1486 a 1493.                              |
| Maximiliano I Imperador Romano-Germânico 16 de fevereiro de 1486 – 12 de janeiro de 1519 | ele mesmo como Imperador-eleito (a partir de 1508)                    |                                                                 |                                                                         | 22 de março de 1459 filho de Frederico III e Leonor de Portugal                     | 12 de janeiro de 1519 59 anos  | Filho de Frederico III; rei co-regente da Germânia com o seu pai, de 1486 a 1493.                              |
| Carlos V Imperador Romano-Germânico 17 de junho de 1519 – 21 de setembro de 1556         |                                                                       | ele mesmo                                                       |                                                                         | 24 de fevereiro de 1500 filho de Filipe I de Castela e Joana de Castela             | 21 de setembro de 1558 58 anos | Neto de Maximiliano I; coroado imperador pelo Papa (o último a ser coroado pelo Papa.                          |
| Fernando I Imperador Romano-Germânico 5 de janeiro de 1531 – 21 de setembro de 1556      |                                                                       | Carlos V (de 28 de Junho de 1519 a 28 de Fevereiro de 1558)     |                                                                         | 10 de março de 1503 filho de Filipe I de Castela e Joana de Castela                 | 25 de julho de 1564 61 anos    | Neto de Maximiliano I; irmão de Carlos V; rei co-regente da Germânia com o seu irmão Carlos V, de 1531 a 1556. |
| Fernando I Imperador Romano-Germânico 5 de janeiro de 1531 – 21 de setembro de 1556      | ele mesmo com Imperador-eleito (a partir de 28 de Fevereiro de 1558)  |                                                                 |                                                                         | 10 de março de 1503 filho de Filipe I de Castela e Joana de Castela                 | 25 de julho de 1564 61 anos    | Neto de Maximiliano I; irmão de Carlos V; rei co-regente da Germânia com o seu irmão Carlos V, de 1531 a 1556. |
| Maximiliano II Imperador Romano-Germânico 22 de novembro de 1562 – 12 de outubro de 1576 |                                                                       | Fernando I (28 de Fevereiro de 1558 a 25 de Julho de 1564)      |                                                                         | 31 de julho de 1527 filho de Fernando I e Ana da Boêmia                             | 12 de outubro de 1576 49 anos  | Filho de Fernando I; rei co-regente da Germânia com o seu pai, de 1562 a 1564                                  |
| Maximiliano II Imperador Romano-Germânico 22 de novembro de 1562 – 12 de outubro de 1576 | ele mesmo como Imperador-eleito ( a partir de 25 de Julho de 1564)    |                                                                 |                                                                         | 31 de julho de 1527 filho de Fernando I e Ana da Boêmia                             | 12 de outubro de 1576 49 anos  | Filho de Fernando I; rei co-regente da Germânia com o seu pai, de 1562 a 1564                                  |
| Rodolfo II Imperador Romano-Germânico 27 de outubro de 1575 – 20 de janeiro de 1612      |                                                                       | Maximiliano II (de 25 de Julho de 1564 a 12 de Outubro de 1576) |                                                                         | 18 de julho de 1552 filho de Maximiliano II e Maria da Espanha                      | 20 de janeiro de 1612 59 anos  | Filho de Maximiliano II; rei co-regente da Germânia com o seu pai, de 1575 a 1576                              |
| Rodolfo II Imperador Romano-Germânico 27 de outubro de 1575 – 20 de janeiro de 1612      | ele mesmo como Imperador-eleito (a partir de 12 de Outubro de 1576)   |                                                                 |                                                                         | 18 de julho de 1552 filho de Maximiliano II e Maria da Espanha                      | 20 de janeiro de 1612 59 anos  | Filho de Maximiliano II; rei co-regente da Germânia com o seu pai, de 1575 a 1576                              |
| Matias Imperador Romano-Germânico 13 de junho de 1612 – 20 de março de 1619              |                                                                       | ele mesmo como Imperador-eleito                                 | 24 de fevereiro de 1557 filho de Maximiliano II e Maria da Espanha      | 20 de março de 1619 62 anos                                                         | Filho de Maximiliano II        | |
| Fernando II Imperador Romano-Germânico 28 de agosto de 1619 – 15 de fevereiro de 1637    |                                                                       | ele mesmo como Imperador-eleito                                 | 9 de julho de 1578 filho de Carlos II de Áustria e Maria Ana da Baviera | 15 de fevereiro de 1637 58 anos                                                     | Eleito, neto de Fernando I.    | |
| Fernando III Imperador Romano-Germânico 22 de dezembro de 1636 – 2 de abril de 1657      |                                                                       | Fernando II (de 28 de agosto de 1619 a 15 de fevereiro de 1637) |                                                                         | 13 de julho de 1608 filho de Fernando II e Maria Ana da Baviera                     | 20 de janeiro de 1612 59 anos  | Filho de Fernando II;rei co-regente da Germânia com o seu pai, de 1636 a 1637                                  |
| Fernando III Imperador Romano-Germânico 22 de dezembro de 1636 – 2 de abril de 1657      | ele mesmo como Imperador-eleito (a partir de 15 de fevereiro de 1637) |                                                                 |                                                                         | 13 de julho de 1608 filho de Fernando II e Maria Ana da Baviera                     | 20 de janeiro de 1612 59 anos  | Filho de Fernando II;rei co-regente da Germânia com o seu pai, de 1636 a 1637                                  |
| Fernando IV Rei da Hungria 31 de maio de 1653 – 9 de julho de 1654                       |                                                                       | Fernando III (15 de Fevereiro de 1637 a 2 de Abril de 1657)     |                                                                         | 24 de fevereiro de 1557 filho de Fernando III e Maria Ana da Espanha                | 20 de março de 1619 62 anos    | Filho de Fernando III; rei co-regente da Germânia com o seu pai                                                |
| Leopoldo I Imperador Romano-Germânico 18 de julho de 1658 – 5 de maio de 1705            |                                                                       | ele mesmo como Imperador-eleito                                 |                                                                         | 9 de junho de 1640 filho de Fernando III e Maria Ana de Espanha                     | 5 de maio de 1705 64 anos      | Filho de Fernando III                                                                                          |
| José I Imperador Romano-Germânico 22 de dezembro de 1636 – 17 de abril de 1711           |                                                                       | Leopoldo I (18 de julho de 1658 a 5 de maio de 1705)            |                                                                         | 26 de julho de 1678 filho de Leopoldo I e Leonor Madalena de Neuburgo               | 17 de abril de 1711 32 anos    | Filho de Leopoldo I; rei co-regente da Germânia com o seu pai, de 1690 a 1705                                  |
| José I Imperador Romano-Germânico 22 de dezembro de 1636 – 17 de abril de 1711           | ele mesmo como Imperador-eleito (a partir de 5 de maio de 1705)       |                                                                 |                                                                         | 26 de julho de 1678 filho de Leopoldo I e Leonor Madalena de Neuburgo               | 17 de abril de 1711 32 anos    | Filho de Leopoldo I; rei co-regente da Germânia com o seu pai, de 1690 a 1705                                  |
| Carlos VI Imperador Romano-Germânico 27 de outubro de 1711 – 20 de outubro de 1740       |                                                                       | ele mesmo como Imperador-eleito                                 |                                                                         | 1º de outubro de 1685 filho de Leopoldo I e Leonor Madalena de Neuburgo             | 20 de outubro de 1740 45 anos  | Filho de Leopoldo I                                                                                            |
| Interregno (1740-1742)                                                                   |                                                                       |                                                                 |                                                                         |                                                                                     |                                | |

### Dinastia Wittelsbach
| Nome                                                                                | Retrato Contemporâneo | Imperador                       | Brasão | Nascimento | Morte                         | Notas e ref.                             |
| ----------------------------------------------------------------------------------- | --------------------- | ------------------------------- | ------ | --- | ----------------------------- | ---------------------------------------- |
| Carlos VII Imperador Romano-Germânico 14 de janeiro de 1742 – 20 de janeiro de 1745 |                       | ele mesmo como Imperador-eleito |        | 6 de agosto de 1697 filho de Maximiliano II Emanuel, Príncipe-Eleitor da Baviera e Theresa Kunegunda Sobieska | 20 de janeiro de 1745 47 anos | Esposo de Maria Amália, filha de José I. |

### Dinastia Lorena
| Nome                                                                                 | Retrato Contemporâneo | Imperador                       | Brasão | Nascimento                                                                      | Morte                        | Notas e ref.                                |
| ------------------------------------------------------------------------------------ | --------------------- | ------------------------------- | ------ | ------------------------------------------------------------------------------- | ---------------------------- | ------------------------------------------- |
| Francisco I Imperador Romano-Germânico 13 de setembro de 1745 – 18 de agosto de 1765 |                       | ele mesmo como Imperador-eleito |        | 8 de dezembro de 1708 filho de Leopoldo I de Lorena e Isabel Carlota de Orléans | 18 de agosto de 1765 56 anos | Esposo de Maria Teresa, filha de Carlos VI. |

### Dinastia Habsburgo-Lorena
| Nome                                                                               | Retrato Contemporâneo                                              | Imperador                                                      | Brasão | Nascimento                                                            | Morte                           | Notas e ref.                                                                             |
| ---------------------------------------------------------------------------------- | ------------------------------------------------------------------ | -------------------------------------------------------------- | ------ | --------------------------------------------------------------------- | ------------------------------- | ---------------------------------------------------------------------------------------- |
| José II Imperador Romano-Germânico 27 de março de 1764- 20 de fevereiro de 1790    |                                                                    | Francisco I (de 13 de setembro de 1745 a 18 de agosto de 1765) |        | 13 de março de 1741 filho de Francisco I e Maria Teresa da Áustria    | 20 de fevereiro de 1790 48 anos | Filho de Francisco I e Maria Teresa; rei co-regente da Germânia com o seu pai, 1764–1765 |
| José II Imperador Romano-Germânico 27 de março de 1764- 20 de fevereiro de 1790    | ele mesmo como Imperador-eleito (a partir de 18 de agosto de 1765) |                                                                |        | 13 de março de 1741 filho de Francisco I e Maria Teresa da Áustria    | 20 de fevereiro de 1790 48 anos | Filho de Francisco I e Maria Teresa; rei co-regente da Germânia com o seu pai, 1764–1765 |
| Leopoldo II Imperador Romano-Germânico 30 de setembro de 1790 - 1 de março de 1792 |                                                                    | ele mesmo como Imperador-eleito                                |        | 5 de maio de 1747 filho de Francisco I e Maria Teresa da Áustria      | 1 de março de 1792 44 anos      | Filho de Francisco I e Maria Teresa                                                      |
| Francisco II Imperador Romano-Germânico 5 de julho de 1792 - 6 de agosto de 1806   |                                                                    | ele mesmo como Imperador-eleito                                |        | 12 de fevereiro de 1768 filho de Leopoldo II e Maria Luísa da Espanha | 2 de março de 1835 67 anos      | Filho de Leopoldo II; último oImperador. Também Imperador da Áustria de 1804 a 1835      |

## Confederação do Reno (1806-1813)

### Dinastia Bonaparte
| Nome                                                                                   | Retrato Contemporâneo | Título                           | Brasão | Nascimento                                                                   | Morte                     | Notas e ref. |
| -------------------------------------------------------------------------------------- | --------------------- | -------------------------------- | ------ | ---------------------------------------------------------------------------- | ------------------------- | ------------ |
| Napoleão Bonaparte Imperador dos Franceses 25 de julho de 1806 – 19 de outubro de 1813 |                       | Protetor da Confederação do Reno |        | 15 de agosto de 1769 filho de Carlo Maria Bonaparte e Maria Letícia Ramolino | 5 de maio de 1821 51 anos |              |

## Confederação Germânica (1815-1866)

### Dinastia Habsburgo-Lorena
| Nome                                                                      | Retrato Contemporâneo | Título                               | Brasão                                                              | Nascimento                                                            | Morte                       | Notas e ref.                   |
| ------------------------------------------------------------------------- | --------------------- | ------------------------------------ | ------------------------------------------------------------------- | --------------------------------------------------------------------- | --------------------------- | ------------------------------ |
| Francisco I Imperador da Áustria 20 de junho de 1815 - 2 de março de 1835 |                       | Presidente da Confederação Germânica |                                                                     | 12 de fevereiro de 1768 filho de Leopoldo II e Maria Luísa da Espanha | 2 de março de 1835 67 anos  | Primeiro Imperador da Áustria. |
| Fernando I Imperador da Áustria 2 de março de 1835- 12 de junho de 1848   |                       | Presidente da Confederação Germânica |                                                                     | 19 de Abril de 1793 filho de Francisco I e Maria Teresa da Sicília    | 29 de Junho de 1875 82 anos |                                |
| João Arquiduque da Áustria 12 de julho de 1848 - 20 de dezembro de 1849   |                       | Vigário Imperial                     | 12 de janeiro de 1782 filho de Leopoldo II e Maria Luísa da Espanha | 11 de maio de 1859 77 anos                                            |                             |                                |

### Dinastia Hohenzollern
| Nome                                                                           | Retrato Contemporâneo                                                       | Título                                  | Brasão | Nascimento                                                                                         | Morte                        | Notas e ref. |
| ------------------------------------------------------------------------------ | --------------------------------------------------------------------------- | --------------------------------------- | ------ | -------------------------------------------------------------------------------------------------- | ---------------------------- | --- |
| Frederico Guilherme IV Rei da Prússia 26 de maio de 1849 - 29 de novembro 1850 |                                                                             | Imperador dos alemães (título recusado) |        | 15 de outubro de 1795 filho de Frederico Guilherme III da Prússia e Luísa de Mecklemburgo-Strelitz | 2 de janeiro de 1861 65 anos | Foi eleito Imperador dos alemães pelo Parlamento de Frankfurt em 28 de março de 1849, mas recusou a coroa em 3 de abril de 1849. |
| Frederico Guilherme IV Rei da Prússia 26 de maio de 1849 - 29 de novembro 1850 | Presidente da União de Erfurt (de 26 de maio de 1849 a 29 de novembro 1850) |                                         |        | 15 de outubro de 1795 filho de Frederico Guilherme III da Prússia e Luísa de Mecklemburgo-Strelitz | 2 de janeiro de 1861 65 anos | Foi eleito Imperador dos alemães pelo Parlamento de Frankfurt em 28 de março de 1849, mas recusou a coroa em 3 de abril de 1849. |

### Dinastia Habsburgo-Lorena
| Nome                                                                           | Retrato Contemporâneo | Título                               | Brasão | Nascimento                                                                   | Morte                          | Notas e ref. |
| ------------------------------------------------------------------------------ | --------------------- | ------------------------------------ | ------ | ---------------------------------------------------------------------------- | ------------------------------ | ------------ |
| Francisco José I Imperador da Áustria 1 de maio de 1850 – 24 de agosto de 1866 |                       | Presidente da Confederação Germânica |        | 18 de agosto de 1830 filho de Francisco Carlos da Áustria e Sofia da Baviera | 21 de novembro de 1916 86 anos |              |

## Confederação da Alemanha do Norte (1867-1871)

### Dinastia Hohenzollern
| Nome                                                                  | Retrato Contemporâneo | Título                                     | Brasão | Nascimento                                                                                       | Morte                      | Notas e ref. |
| --------------------------------------------------------------------- | --------------------- | ------------------------------------------ | ------ | ------------------------------------------------------------------------------------------------ | -------------------------- | ------------ |
| Guilherme I Rei da Prússia 1 de julho de 1867 – 18 de janeiro de 1871 |                       | Presidente da Confederação Norte Germânica |        | 22 de março de 1797 filho de Frederico Guilherme III da Prússia e Luísa de Mecklemburgo-Strelitz | 9 de março de 1888 90 anos | [ 1 ]        |

## Império Alemão (1871-1918)

### Dinastia Hohenzollern
| Nome                                                                              | Retrato Contemporâneo | Título           | Brasão                                                                                           | Nascimento                                                                                       | Morte                      | Notas e ref. |
| --------------------------------------------------------------------------------- | --------------------- | ---------------- | ------------------------------------------------------------------------------------------------ | ------------------------------------------------------------------------------------------------ | -------------------------- | ------------ |
| Guilherme I Rei da Prússia 18 de janeiro de 1871 – 9 de março de 1888             |                       | Imperador alemão |                                                                                                  | 22 de março de 1797 filho de Frederico Guilherme III da Prússia e Luísa de Mecklemburgo-Strelitz | 9 de março de 1888 90 anos | [ 1 ]        |
| Frederico III Rei da Prússia 9 de Março de 1888 – 15 de Junho de 1888             |                       | Imperador alemão | 18 de outubro de 1831 filho de Guilherme I da Alemanha e Augusta de Saxe-Weimar                  | 15 de junho de 1888 56 anos                                                                      | [ 2 ]                      |              |
| Guilherme II Rei da Prússia 15 de junho de 1888 – 9 de novembro de 1918 (abdicou) |                       | Imperador alemão | 27 de janeiro de 1859 filho de Frederico III da Alemanha e Vitória, Princesa Real do Reino Unido | 3 de junho de 1941 82 anos                                                                       | [ 4 ]                      |              |